# Isachne walkeri
Isachne walkeri là một loài thực vật có hoa trong họ Hòa thảo. Loài này được (Arn. ex Steud.) Wight & Arn. ex Thwaites mô tả khoa học đầu tiên năm 1864.